# Pelusios chapini
Pelusios chapini là một loài rùa trong họ Pelomedusidae. Loài này được Laurent mô tả khoa học đầu tiên năm 1965.